# .li
.li ist die länderspezifische Top-Level-Domain (ccTLD) Liechtensteins. Sie wurde am 26. Februar 1993 eingeführt und wird von der Universität Liechtenstein verwaltet.
Die technische Verwaltung wird durch die Schweizer SWITCH abgewickelt. Neben ihrer Rolle als sogenannte Registry fungierte SWITCH auch als Domain-Registrar, beendet letztere Tätigkeit jedoch zum 14. Februar 2013. Im Zuge dessen kritisierten zahlreiche andere Webhosting-Anbieter das Verhalten der Vergabestelle, da viele .li-Domains mit dem Ende der Tätigkeit automatisch auf die Tochtergesellschaft SWITCH Teleinformatics Services übergehen würden.
Registrierungen werden direkt auf zweiter Ebene durchgeführt. Seit dem März 2004 unterstützt .li die Verwendung von Umlautdomains. Domains unter drei Zeichen sind für den Staat reserviert.